# Romica Puceanu
Romica Puceanu (* 1926 in Bukarest; † November 1996 ebenda) war eine Roma-Sängerin aus Rumänien. Sie gilt als die „Grande Dame der Cantece de mahala“.

## Leben und Werk
Romica Puceanu wurde 1926 in Bukarest geboren. Bereits im Alter von 14 Jahren begann sie damit, in den lokalen Cafés in der Floreasca und im Herestrau-Viertel am Stadtrand von Bukarest zu singen.
Es waren ihre ebenfalls musizierenden Cousins Aurel und Victor Gore (bekannt als Taraful Fratii Gore), die sie entdeckten und ihr nach oben halfen. Mit Taraful Fratii Gore nahm sie 1964 ihr erstes Album auf.